# Annual Review of Astronomy and Astrophysics
Annual Review of Astronomy and Astrophysics (abrégé en Annu. Rev. Astron. Astrophys.) est une revue scientifique annuelle à comité de lecture qui publie des articles de revue spécialisée dans tous les domaines de l'astronomie. 
D'après le Journal Citation Reports, le facteur d'impact de ce journal était de 25,640 en 2009. Actuellement, la direction éditoriale est assurée par Sandra Faber (Université de Californie, États-Unis) et Ewine van Dishoeck (Université de Leyde, Pays-Bas).